# Цврчић тршћар
Цврчић тршћар (лат. Locustella naevia) је мала птица певачица из Старог света из рода Locustella. Гнезди се у већем делу умерене Европе и на западном Палеарктику. Мигратор је, зимује широм северне тропске Африке јужно од Сахаре, а такође и локално у Индији.
Цврчић тршћар се може наћи у густој вегетацији травњака, често близу воде, и обично са неколико малих раштрканих жбунова. Одрасла јединка има прошарана браон леђа и беличасто сиви доњи део који је без пруга осим на доњем репу. Полови су идентични, као и код већине птица певачица, али младе птице су жуће са доње стране. Као и већина птица певачица, инсектојед је. Четири до седам јаја се полажу у гнездо на земљи или близу ње у густом растињу или у травнатом жбуњу.
Ово је врста која се крије у шикари, провлачи се кроз жбуње и ниско лишће и коју је веома тешко видети осим када пева са истакнутог места. Песма, која овој врсти даје име, је механичко цврчање слично звуку који производи скакавац, које се често чује у зору или сумрак.

## Таксономија
Италијански природњак Улисе Алдрованди укључио је цврчића тршћара у други том своје "Ornithologiae". Алдрованди је умро 1605. године, али том је објављен тек 1637. Француски зоолог Матирен Жак Брисон је 1760. године укључио детаљан опис цврчића тршћара у своју Ornithologie. Користио је француски назив "La fauvette tachetée" и латински назив Curruca naevia, али иако је Брисон сковао латинска имена, она нису у складу са биномсом номенклатуром и нису призната од стране Међународне комисије за зоолошку номенклатуру.
Његов први формални научни опис дао је француски полиматичар Жорж-Луј Леклерк де Буфон 1779. године у својој "Histoire Naturelle des Oiseaux". Птица је такође илустрована у ручно обојеној плочи коју је угравирао Франсоа-Никола Мартине у "Planches Enluminées D'Histoire Naturelle" која је произведена под надзором Едме-Луј Добентон да прати Буфонов текст. Ни натпис на плочи ни Буфонов опис нису укључивали научно име, али је 1783. холандски природњак Питер Бодерт сковао биномно име Motacilla naevia у свом каталогу "Planches Enluminées"; користио је реч naevia коју је раније користио Брисон. Типичан локалитет је Болоња у Италији. Цврчић тршћар је данас једна од 23 врсти које су сврстане у род Locustella који је описао немачки природњак Јохан Јакоб Кауп 1829. године са цврчићем тршћаром као типском врстом. Име рода Locustella потиче из латинског и деминутив је од locusta, "скакавац". Латинска реч naevia значи "пегав".
Препознате су четири подврсте.
- Locustella naevia naevia (Boddaert, 1783) - Европа до западноевропске Русије и Украјине; зимује у афричком региону Сахел
- Locustella naevia straminea (Seebohm, 1881) - источноевропска Русија до југозапада, југ централног Сибира, источни Казахстан, западна Монголија и северозападна Кина; зимује у Јужној Азији
- Locustella naevia obscurior (Buturlin, 1929) - источна Турска, Кавказ и Јерменија; зимује у Западној Африци
- Locustella naevia mongolica (Sushkin, 1925) - источни Казахстан, планине Сајан у јужној Русији и западна Монголија; зимовање није довољно познато, претпоставка у јужној Азији

## Опис
Одрасла птица има око 12,5 цм и тежи 11,5 - 16 грама. То је тајновита птица и тешко је уочити, али њено присуство се лако открива због карактеристичне песме. Горњи делови су бледо маслинасто-браон боје, свако перо има централну тамнију црту. Образи су сивкасти, ирис је смеђе боје, а иза ока је танка очна пруга. Горња мандибула кљуна је тамносмеђа, а доња жућкасто-браон. Доњи део је крем боје или жућкаст са неколико тамносмеђих мрља и пруга на грудима и боковима. Крила су смеђа са спољном ивицом перја обрубљена бледосмеђом бојом. Перје репа је црвенкасто-браон са бледим попречним пругама које су видљиве код неких јединки, а доњи део репа је прошаран. Витке ноге и стопала су бледо жућкасто-браон.

## Распрострањеност и станиште
Цврчић тршћар гнезди се у северозападној Европи и на западном Палеарктику. Подручје обухвата Шпанију, Француску, централну Италију, Румунију, Србију, Британска острва, Белгију, Холандију, Немачку, Данску, јужну Шведску, јужну Финску, балтичке државе и западне делове Русије . Даље на истоку замењују га сродне врсте. У јесен мигрира на југ у регион Сахела у тропској Африци, Индију и Шри Ланку где презимљава.
У сезони гнежђења, цврчић тршћар се налази на влажним или сувим местима са травом и жбуњем као што су ивице рита, чистине, запуштене живице, прекривена подручја, млади засади и посечене шуме. Зими се обично налази на сличним локацијама, али је мало информација о његовој распрострањености и станишту због његовог ненаметљивог и тихог понашања.

## Понашање
Осим сеобе, цврчићи тршћари ретко много лете, већ проводе време јурећи кроз густу вегетацију, лебдећи с гранчице на гранчицу или трчећи по земљи. Има необичан ход и дуг корак док се креће дуж хоризонталних стабљика, изгледајући витко и издужено. Ретко лети, убрзо поново зарони у заклон, а када слети често подиже и рашири реп како би показао своје пругасте прекриваче испод репа. Познато је да глуми повреду како би одвратио пажњу потенцијалног предатора.

### Гнежђење
Мужјаци цврчића тршћара покушавају да привуку женке показујући им се. Ходају или трче дуж гранчица раширеног репа, машући крилима док их подижу и спуштају, често носећи траву или лист у кљуну. У ваздуху, добро раширених и лепршавих крила, рашире реп и шире своје перје.
У изградњи гнезда учествују оба пола. Гнездо је добро сакривено и изграђено близу земље на местима као што су грмови траве, жбуње, трска, замршене живице, шипражје и међу грубим биљкама вреса у мочвари. Гнездо се разликује се по величини и облику, али је изграђена од траве, шаше и маховине и често обложена фином травом. Полаже се од четири до шест јаја. Јаја су кремасто беле боје, ишаране финим црвенкастим тачкама, обично насумично распоређеним, али понекад спојеним у мрље или зоне. Јаја су величине 18мм x 14 мм и тежине око 1,7 грама. Оба родитеља су укључена у инкубацију јаја која траје око четрнаест дана. Птићи се хране инсектима, комплетно перје добијају за дванаест до тринаест дана и обично су два легла у сезони. Младе птице постају зреле са годину дана, а највиша забележена старост за ову врсту је пет година.

### Исхрана
Цврчић тршћар је инсектојед, храни се широким спектром бескичмењака. Његова исхрана укључује муве, мољце, бубе, лисне ваши, вилинске коњице и водене цветове и њихове ларве . Исхрану чине и пауци и ваши, а птићи се хране лисним вашима, зеленим гусеницама и мувама.

## Оглашавање
Песма је дугачак трил високог тона који се изводи са широм отвореним кљуном и целим телом који вибрира. Траје од неколико секунди до неколико минута без икаквих пауза, изузетне је брзине и сложености, састоји се од 52 ноте (26 дуплих нота) у секунди; његова брзина и висок тон, међутим, онемогућавају људским ушима да анализирају без успорених снимака. Јачина звука варира од звука који подсећа на риболовачку машиницу пецароша до удаљене машине за кошење. Снажно је вентрилоквалан, што отежава одређивање локације птице певачице, али има јаку моћ ношења, чујну на дометима од 500 м до чак 1 км. Песма се може чути у било које доба дана и ноћи, али достиже врхунац око зоре и сумрака, а може се чути од доласка птица у априлу до почетка августа. Алармни позив је поновљени шум који се приказује као "твкит-твкит-твкит". Песма показује сличну 'цврчећу' структуру као код неких њених сродника, посебно пругастог цврчића лат. Locustella lanceolata, обичног цврчића лат. Locustella luscinioides и цврчића поточара лат. Locustella fluviatilis, иако се сви разликују по различитим тоновима и брзини.

## Статус
На ИУЦН Црвеној листи угрожених врста цврчић тршћар се процењује да је најмање угрожени таксон. То је зато што има велику укупну популацију и широку распрострањеност. У Европи, укупна величина популације процењује се на 1.270.000-2.250.000 зрелих јединки, са 638.000-1.130.000 парова који се гнезде и чини приближно 70% глобалног ареала врсте, тако да је веома прелиминарна процена величине глобалне популације између 1.810.000-3.210.000 зрелих јединки, иако је пожељна даља валидација ове процене. Сматра се да је популација врсте у Европи претрпела мали пад током три генерације-10 година, али не у мери која би оправдала уврштавање птице у категорију већег ризика. У студији која испитује могуће ефекте глобалног загревања на распрострањење различитих врста птица, процењено је да ће подручје гнежђења цврчића тршћара бити измештено неколико стотина километара ка северу и да ће покривати Британска острва и целу Скандинавију, али да ће престати да се размножава у већем делу свог садашњег распрострањења у континенталној Европи.